# پیوتر شیفکیویچ
پیوتر شیفکیویچ (لهستانی: Piotr Siwkiewicz؛ زادهٔ ۴ آوریل ۱۹۶۲) بازیگر اهل لهستان است.
از فیلم‌ها یا مجموعه‌های تلویزیونی که وی در آن‌ها نقش داشته‌است، می‌توان به کارگزار من، کرکس، پزشکان، دوران افتخار، قانون حقیقی، ع چون عشق، هتل ۵۲، دهن‌به‌دهن، پدر متیو، رنگ‌های خوشبختی، خانه کشیش، تیم، کارآگاهان جنایی، در خوشی و سختی، سال‌های شیرین، اجاره‌نشین‌ها و دیروز اشاره نمود.